# Balandine (Sénégal)
Pour les articles homonymes, voir Balandine.
Balandine est un village du Sénégal situé en Basse-Casamance. Il fait partie de la communauté rurale de Suelle, dans l'arrondissement de Sindian, le département de Bignona et la région de Ziguinchor.
Lors du dernier recensement (2002), la localité comptait 428 habitants et 60 ménages.